# Annibale Mariotti
Annibale Mariotti (* 15. September 1738 in Perugia; † 10. Juni 1801 ebendort) war ein italienischer Arzt und Dichter.

## Leben und Wirken
Mariotti wurde am 13. September 1738 in Perugia als Sohn von Prospero und Maddalena Leonori aus Todi geboren. Er studierte zunächst Medizin und schloss das Studium im Jahr 1754 ab. Um sein Studium zu vervollständigen, zog er nach Rom und besuchte Vorlesungen in Poesie und Philosophie. Mariotti beteiligte sich aktiv an der kulturellen Entwicklung seiner Stadt, indem er das Theater „Verzaro“ als Gegenpol zum „Pavone“ gründete und unterstützte, dass nur dem Adel vorbehalten war. Mariotti förderte auch die Entstehung einiger Akademien für die bürgerliche Klasse. Er veröffentlichte zahlreiche medizinische und botanische Abhandlungen und kam, wie seine Briefkorrespondenz bezeugt, mit allen führenden Protagonisten der wissenschaftlichen Nationalbewegung jener Zeit in Kontakt.
Als politischer Aktivist mit liberalen Ideen, unterstützte er leidenschaftlich die bürgerlichen Aufständen Ende des 18. Jahrhunderts und als Perugia von den Franzosen eingenommen wurde und die jakobinische Republik entstand, wurde er Mitglied des Consiglio dei municipalisti mit der wichtigen Position des Konsularpräfekten des Departements Trasimeno.
Bald jedoch eroberte der Kirchenstaat mit österreichischer Unterstützung und der Hilfe der Armee von Arezzo seine Provinzen zurück. Nachdem die Stadt zurückerobert worden war, wurden alle aktiven Kollaborateure der Franzosen vor Gericht gestellt, darunter auch Mariotti. Vor die Wahl gestellt, sich zurückzuziehen oder im Gefängnis zu landen, ließ er sich nach einer langen Prozess in eine Zelle sperren.
Durch die Haft wurde er sehr geschwächt und dies führte in kurzer Zeit, im Jahr 1801, zu seinem Tod.
Im Jahr 1865 wurde das heutige Gymnasium der Stadt nach ihm benannt. Im Jahr 1867 erwarb die Biblioteca Augusta seine Schriften und schuf den Fondo Mariotti, der in den Texten zur umbrischen Geschichte besonders häufig zitiert wird.
Sein Beitrag zur Geschichte der lokalen Kunst war bemerkenswert und gipfelte in der Veröffentlichung der Lettere pittoriche perugine o sia ragguaglio di alcune memorie storiche riguardanti le arti del disegno in Perugia, herausgegeben 1788 von Stampe Badueliane. Er war auch der Autor eines interessanten Vokabulars von künstlerischen Begriffen (blieb unveröffentlicht), begleitet von einer reichen Rekonstruktion der Quellen, besonders der klassischen.